# Prosopocera fatidica
Prosopocera fatidica là một loài bọ cánh cứng trong họ Cerambycidae.